# Ichikawa Shinnosuke
Ichikawa Shinnosuke est un nom japonais traditionnel ; le nom de famille (ou le nom d'école), Ichikawa, précède donc le prénom (ou le nom d'artiste).
Ichikawa Shinnosuke (市川 新之助) est un nom de scène employé par des acteurs du théâtre kabuki de la famille Ichikawa. La plupart d'entre eux sont des parents de sang, même si certains ont été adoptés dans la famille.

The Ichikawa family crest (mon).

« Shinnosuke », comme les autres noms d'acteurs, est accordé (ou abandonné) lors de grandes cérémonies de dénomination appelées shūmei au cours desquelles un certain nombre d'acteurs changent officiellement leurs noms. Un certain nombre d'acteurs suivent une séquence particulière dans leurs noms de scène à la suite de leur période sous le nom Ichikawa Shinnosuke par l'octroi des noms Ichikawa Ebizō ou Ichikawa Danjūrō.
Le mon de la famille Ishikawa, trois carrés imbriqués l'un dans l'autre, est appelé mimasu (三升).

## Lignée
- Ichikawa Shinnosuke I (août 1794-1797)[1], plus tard Ebizō V et Danjūrō VII, crée le Kabuki Jūhachiban.
- Ichikawa Shinnosuke II (novembre 1823 - février 1825) - Fils de Shinnosuke I, plus tard Danjūrō VIII.
- Ichikawa Shinnosuke III (jusqu'en février 1844) - Fils de Shinnosuke I, plus tard Ebizō VII.
- Ichikawa Shinnosuke IV (à partir de juillet 1863) - Fils de Shinnosuke I, plus tard Ebizō VIII.
- Ichikawa Shinnosuke V (mai 1913 - janvier 1957) - Mari de la fille de Danjūrō IX.
- Ichikawa Shinnosuke VI (mai 1958 - octobre 1969) - Fils de Danjūrō XI, plus tard Danjūrō XII.
- Ichikawa Shinnosuke VII (mai 1985 - avril 2004) - Fils de Shinnosuke VI, plus tard, Ichikawa Ebizō XI, actuel porteur du nom.

### Autres
- Kataoka Nizaemon VIII (1810 - 16 février 1863), n'est pas formellement reconnu comme membre de la lignée bien qu'adopté par Danjūrō VII et appelé Ichikawa Shinnosuke VI pendant quelques années durant son enfance. Acteur kamigata.
- Ichikawa Komazō VI, un fils de Danjūrō VII, port le nom Shinnosuke pendant une courte période de son enfance mais n'est pas compté dans la lignée.